# Invizimalsː La otra dimensión
Invizimals: La Otra Dimensión (también conocido como Invizimals: Shadow Zone) es un videojuego de realidad aumentada desarrollado por Novarama y distribuido por Sony Computer Entertainment para PlayStation Portable. Es la secuela directa del videojuego Invizimals. El juego fue lanzado el 12 de noviembre de 2010 en Europa, y el 25 de octubre de 2011 en Norteamérica.

## Historia
El juego ocurre después del final de Invizimals después de la desaparición de Campbell. Jazmin y Kenichi te reclutarán para el equipo una vez más, mientras, El profesor Dawson descubre una nueva especie de Invizimals: los Invizimals oscuros.